# إسفينا
إسفينا هي قرية في مقاطعة أصفهان، إيران. يقدر عدد سكانها بـ 638 نسمة بحسب إحصاء 2016.